# Tilapia guinasana
Tilapia guinasana là một loài cá thuộc họ Cichlidae. Nó là loài đặc hữu của hồ Guinas, Namibia.